# Kunsthaus Göttingen

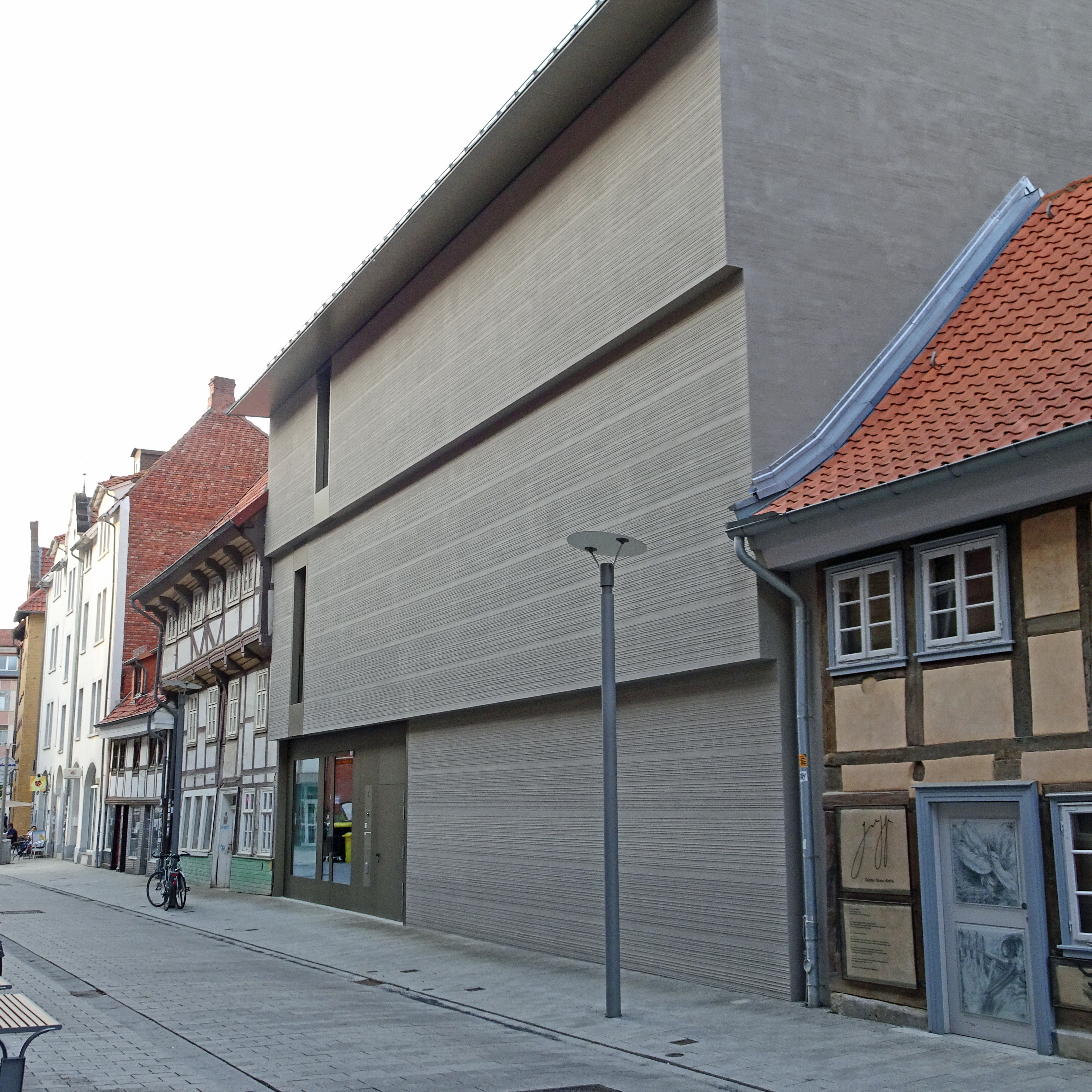
Kunsthaus Göttingen

Das Kunsthaus Göttingen ist ein 2021 eröffnetes deutsches Ausstellungsgebäude für Arbeiten auf Papier, Fotografie und neue Medien in der Innenstadt von Göttingen (Düstere Straße 7) in Niedersachsen. Der Ausstellungsschwerpunkt liegt auf zeitgenössischer Kunst mit internationaler Ausrichtung. Im November 2024 meldete das Kunsthaus Insolvenz an, wurde jedoch am 27. März 2025 unter neuer künstlerischer Leitung und Geschäftsführung wieder geöffnet.

## Entstehung
Das Kunsthaus ist kein Museum, da es keine eigene Sammlung besitzt. Vielmehr sieht das Programm wechselnde Ausstellungen mit Schwerpunkt auf Papierarbeiten, Fotografie und neue Medien vor.
Die Realisierung des Kunsthaus-Projekts wurde von dem nebenan ansässigen Verleger Gerhard Steidl initiiert und mit maßgeblicher politischer Unterstützung der Göttinger Oberbürgermeister Wolfgang Meyer und Rolf-Georg Köhler sowie des Göttinger Bundestagsabgeordneten Thomas Oppermann († 2020) verwirklicht.
Das Richtfest für das aus einem Architekturwettbewerb von 2016 hervorgegangene Ausstellungsgebäude wurde Ende September 2019 gefeiert. Es wurde im Dezember 2020 fertiggestellt und im März 2021 durch die Stadt Göttingen als Bauherrin an die Kunsthaus Göttingen gGmbH übergeben. Die ursprünglich geschätzten Gesamtkosten des Neubauprojekts beliefen sich auf 5.874.000 Euro und wurden mit 4,5 Millionen Euro zu über Dreiviertel aus Bundesmitteln des Förderprogramms „Nationale Projekte des Städtebaus“ finanziert; der Duderstädter Unternehmer Hans Georg Näder spendete 1 Million Euro. Am Ende wurden die Gesamtkosten von Göttingens Oberbürgermeister auf „6,5 bis 7 Millionen Euro“ beziffert.
Der Künstler Sebastian Stumpf begleitete die Bauphase des Kunsthauses. Daraus entstanden eine Buchveröffentlichung und eine Videoarbeit, die im Kunsthaus-Foyer zu sehen ist. Am 4. Juni 2021 erfolgte die Eröffnung des Kunsthauses mit der Einzelausstellung „Roni Horn. You are the weather“.
Der Eintritt ist in den ersten fünf Jahren durch das Sponsoring der Sartorius AG kostenfrei.

## Leitung
Die Startphase des Kunsthauses wurde begleitet von Alfons von Uslar, der von 2020 bis Juni 2022 als ehrenamtlicher Gründungsgeschäftsführer fungierte, und von Ute Eskildsen – sie beriet bei der Bauplanung und erarbeitete als Kuratorin die ersten zwei Ausstellungen im Kunsthaus. Als Gastkuratoren waren bisher Ute Eskildsen, Joshua Chuang und Warren Siebrits beteiligt.
Bis September 2023 unterstützte Gerhard Steidl als ehrenamtlicher Direktor mit kuratorischem Engagement das Haus. Er führt den Steidl Verlag in der Nachbarschaft des Kunsthauses Göttingen. Seit 1969 druckte er Plakate und Multiples von Künstlern wie Joseph Beuys, Klaus Staeck usw. und verlegt ausgewählte Kunst- und Fotografiebände, Literatur und politische Sachbücher. Neben dem Büchermachen konzipiert und kuratiert Gerhard Steidl Ausstellungen weltweit.
Mit Beginn des Insolvenzverfahrens am 1. Februar 2025 wurde ein neues, temporäres Betreiberkonzept entwickelt. Gerhard Steidl wird als künstlerischer Leiter Bild
fortan ehrenamtlich Ausstellungen im Kunsthaus Göttingen realisieren. Gemeinsam mit Johannes-Peter Herberhold, Leiter des Göttinger Literaturherbstes, der als künstlerischer Leiter Wort insbesondere ein Begleitprogramm zu den Ausstellungen konzipiert.
Von Juli 2022 bis Ende 2024 hatte Dorle Meyer die Geschäftsführung; ab 2020 hatte sie die Fertigstellung und Inbetriebnahme des Baus begleitet. Die promovierte Kunsthistorikerin hat neben Forschung und Lehre zu klassischer Moderne und zeitgenössischer Kunst viele Jahre im musealen Bereich gearbeitet und die Entwicklung neuer Ausstellungs- und Museumsprojekte begleitet: Nach Stationen in Kassel, Berlin sowie zuletzt als Projektmanagerin und Kuratorin am Deutschen Museum beim Aufbau des Zukunftsmuseums Nürnberg.

## Planung, Architektur und Kritik

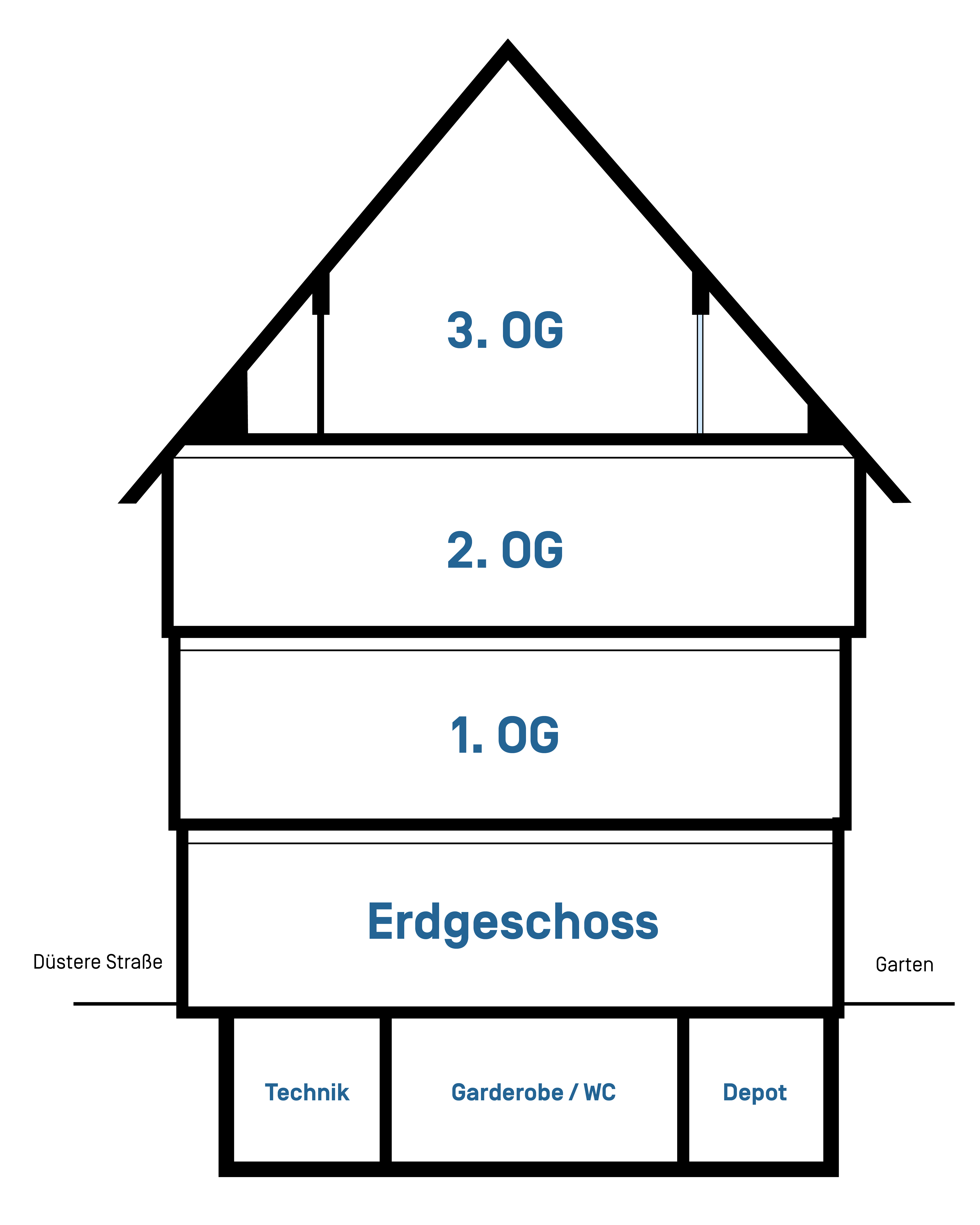
Kunsthaus Göttingen: Schematischer Gebäudequerschnitt mit vier Ausstellungsebenen und Keller

Nach mehrjährigen Vorbereitungen lobte die Stadt Göttingen als Bauherrin Ende 2015 einen Architekturwettbewerb unter Vorsitz von Jórunn Ragnarsdóttir aus, an dem sich 15 Architekturbüros beteiligten, darunter zwei aus dem Ausland. Die Gewinner des 1. Preises, die Architekten des Büros Atelier30 aus Kassel, zogen sich zurück, „weil sie wichtige Ideen ihres Entwurfs in Gefahr sahen“, sodass mit der Ausführungsplanung 2016 der Gewinner des 2. Preises, das Büro Atelier ST aus Leipzig, beauftragt wurde. Die Jury hatte zuvor schon den Atelier ST-Entwurf gelobt als eine „sehr interessante Lösung, die zugleich atmosphärisch als auch funktional besticht. Ein Speicherhaus mit spezifischem Charakter und andererseits ein unaufgeregter Stadtbaustein an der Düsteren Straße.“
Das fertiggestellte, äußerlich dreigeschossige Kunsthaus orientiert sich in seiner geschlossenen Bauweise, der Gebäudekubatur, den nach oben zweimal auskragenden Stockwerken und des Satteldachs an der Typologie historischer Göttinger Fachwerkhäuser. Allerdings verhalten sich in gestalterischem Kontrast dazu die monolitsch wirkenden, weitgehend fensterlosen und dunkelgrauen Fassaden des massiven Stahlbetonbauwerks, die weit über die historischen Nachbarbauten aufragen. Die lineare Struktur des horizontalen Modellierputzes soll an „gestapelte Papiere“ erinnern.
Das Innere bietet mit Unterkellerung und ausgebautem Dach auf 265 Quadratmetern Baufläche insgesamt 878 Quadratmeter Nutzfläche, darunter 534 Quadratmeter Ausstellungsfläche in vier großen 3,20 Meter hohen, stützenfreien Räumen für Ein-Raum-Ausstellungen ohne Unterteilungen. Die stützenfreie Massivstruktur sollte ein hohes Maß an Flexibilität zum Arrangement verschiedener Ausstellungskonzeptionen erlauben.
Im Erdgeschoss wird das Foyer des Kunsthauses über ein Eingangstor betreten, welches auf der gegenüberliegenden Seite den Blick zum Innenhof freigibt. Die Ausstellungsräume weisen je ein schmales bodentiefes Fenster auf, das bei Bedarf verdeckt werden kann, um lichtempfindliche Papierarbeiten zu schützen und Videoinstallationen und Projektionen zu ermöglichen. Im Dachgeschoss befinden sich ein Workshop-Raum für Vermittlungsarbeit sowie ein 100 Quadratmeter großes „Forum“ für Veranstaltungen, dessen nach Osten ausgerichtete, große Dachterrasse einen Ausblick auf die Dachlandschaft der Innenstadt bietet.
Planung und Bau des Kunsthauses begleiteten öffentliche Auseinandersetzungen, die sich in Polemiken gegen den Initiator Gerhard Steidl und lokalpolitischer Kritik gegen die Göttinger SPD („sozialdemokratischer Selbstbeweihräucherung“) äußerten, aber auch Kritik an der Architektur formulierten („Brutalistische Imitation von historischem Fachwerk mit Beton“). Kulturpolitisch wurde befürchtet, dass das Kunsthaus-Bauprojekt andere städtische Kulturbauprojekte, wie das Städtische Museum, ins Hintertreffen stellt.

Galerie
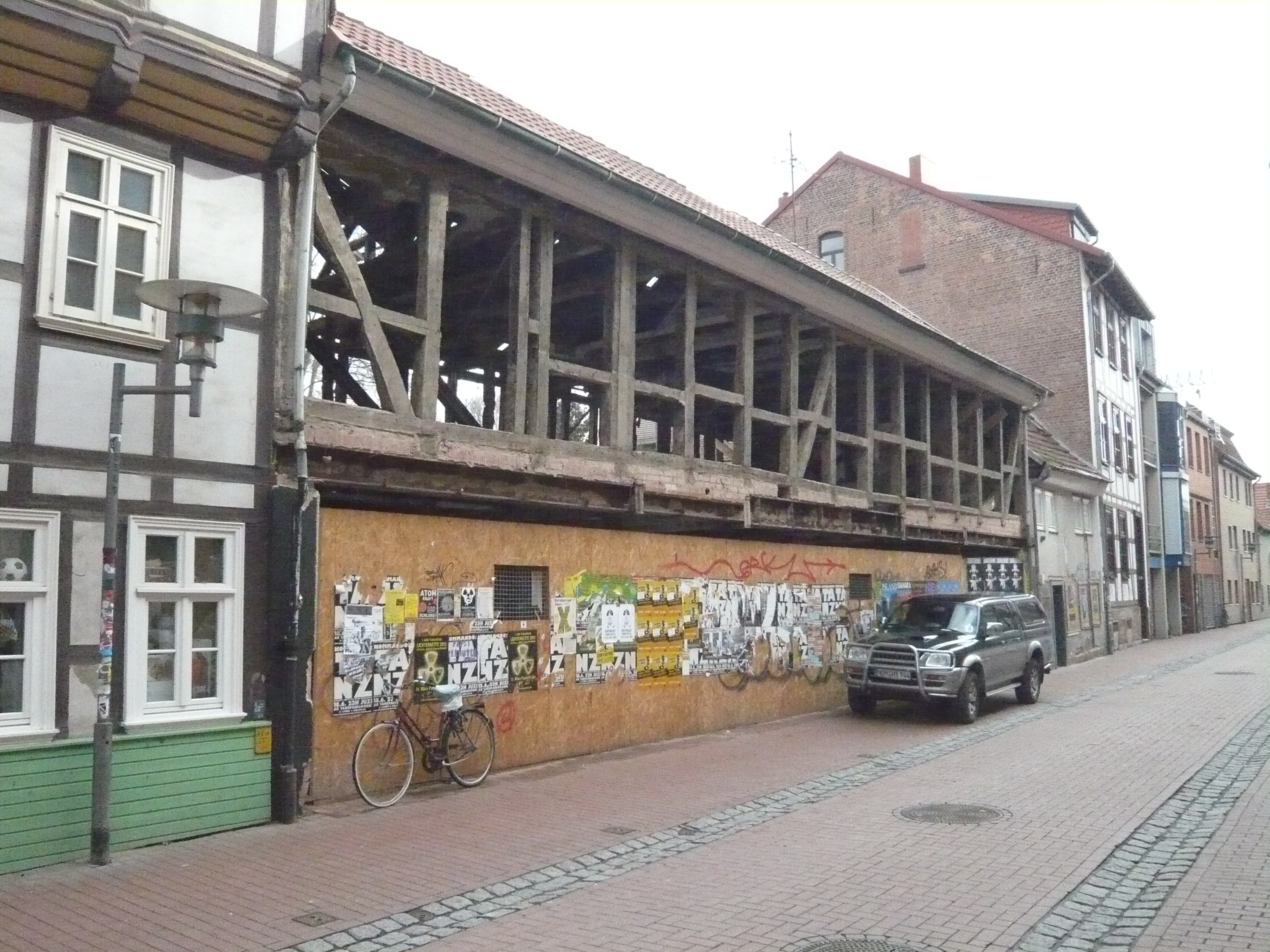
Düstere Straße 7, Vorgängerbebauung (bereits entkernt, 2012)
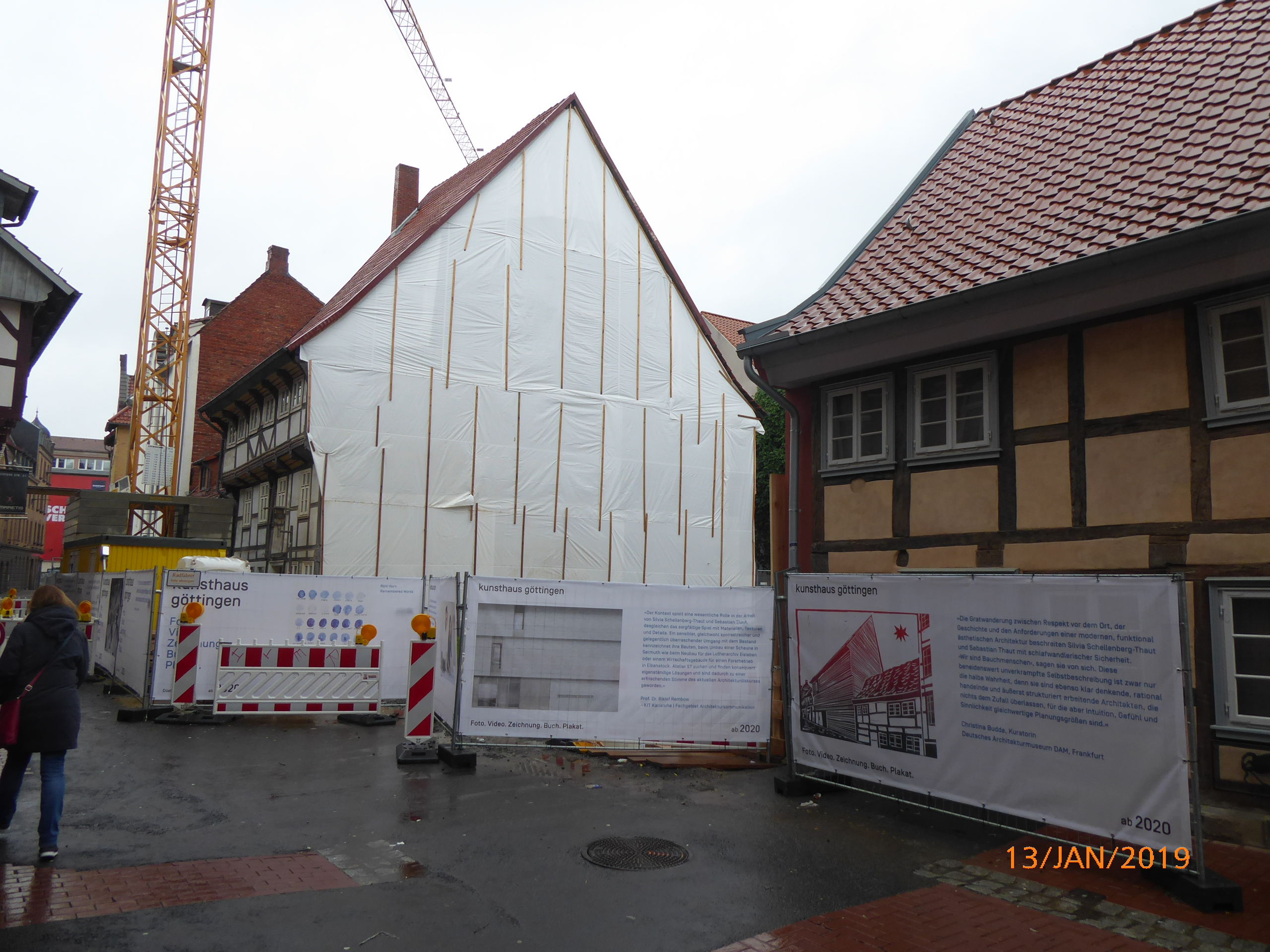
Kunsthaus Göttingen, Baustelle im Januar 2019
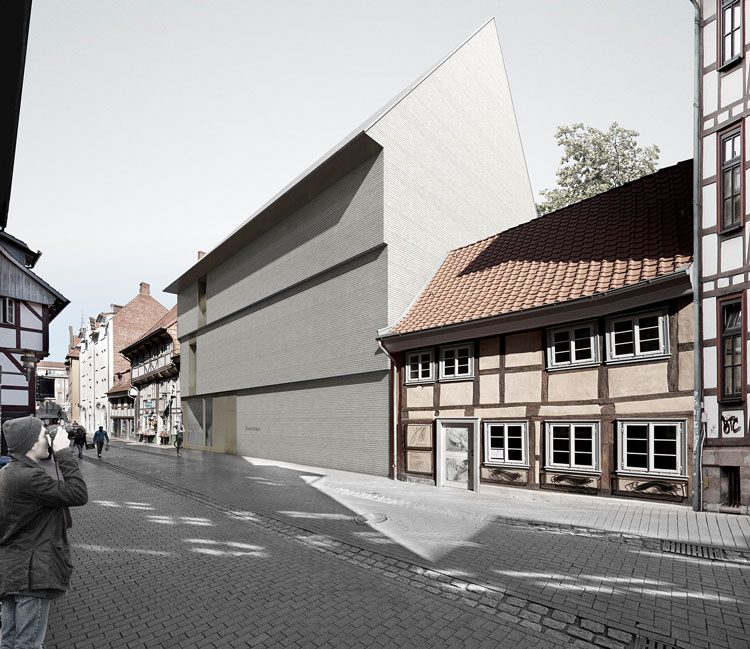
Kunsthaus Göttingen, Wettbewerbszeichnung (2016), rechts das Fachwerkhaus von 1310, Düstere Straße 6, jetzt „Günter Grass-Archiv“
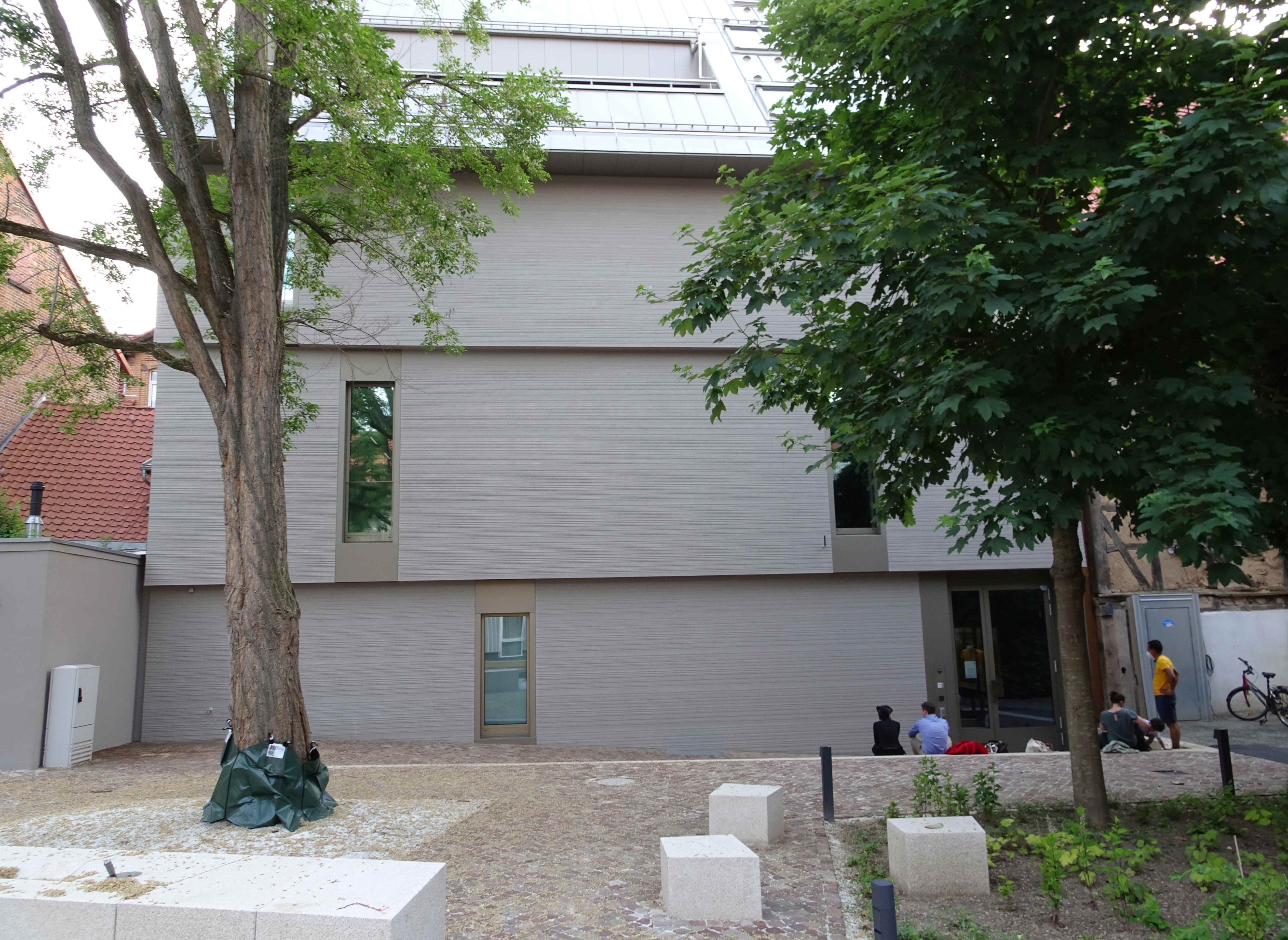
Hoffassade des Kunsthauses mit Innenhof (2021)

## Hinterhof

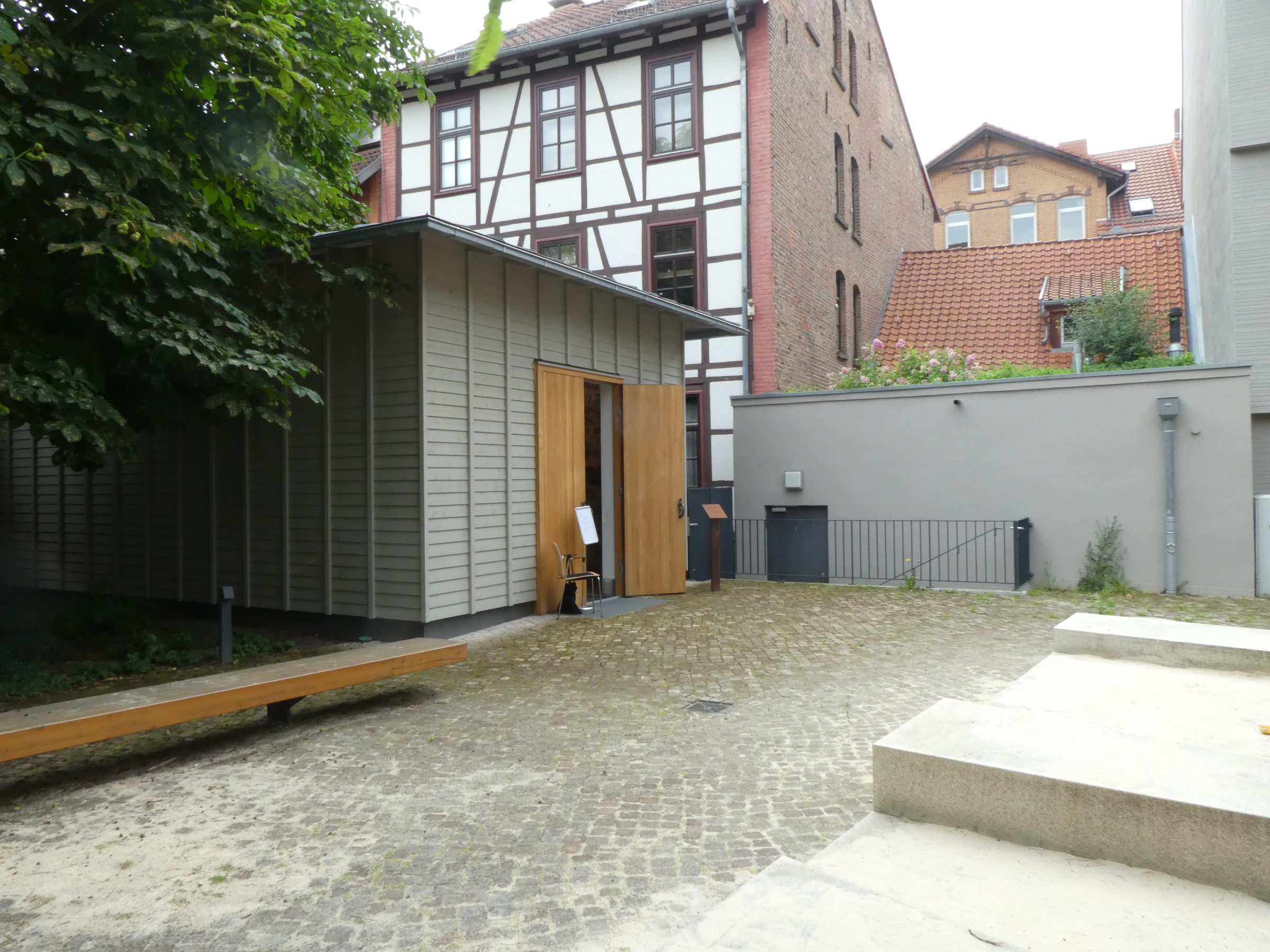
„House of Words“ im Hinterhof des Kunsthauses

Der nach einem beschränkten Architektenwettbewerb (2017) von dem Berliner Landschaftsarchitekten Stefan Bernard umgestaltete, rund 1.300 Quadratmeter große Hinterhof kann sowohl durch das Kunsthaus, als auch vom nahen Nikolaikirchhof aus betreten werden. Er besteht schlicht gestaltet aus einer von Grün umgebenen Freifläche mit Kinderspielplatz (Sandkasten) und Sitzmöglichkeiten.
An der Südseite des Hofs liegt als Pavillon das kurz nach dem Kunsthaus im Sommer 2021 eröffnete „House of Words“. Im Innern befindet sich die Installation „Poet Singing (The Flowering Sheets)“ des US-amerikanischen Künstlers Jim Dine - eine Schenkung des Künstlers an die Stadt Göttingen.
Das „House of Words“ ist auf Anfrage und im Rahmen der zweiwöchentlichen Spaziergänge durchs Kunstquartier geöffnet, zudem zu besonderen Anlässen, wie der Nacht der Kultut oder dem Tag des offenen Denkmals.

## Ausstellungen
Der Ausstellungsschwerpunkt des Kunsthauses liegt auf aktuellen Positionen der internationalen Gegenwartskunst. Bei dem kuratorischen Programm gibt es eine enge Zusammenarbeit mit den Künstlern, sowohl für Ausstellungen, als auch Neuproduktionen. Pro Jahr werden drei große Ausstellungen als Einzel- oder Gruppenausstellungen präsentiert. Die Eröffnung wurde mit einer großen Einzelausstellung der New Yorker Künstlerin Roni Horn zelebriert.
Als Partnerprojekt der documenta fifteen zeigte das Kunsthaus vom 18. Juni bis 25. September 2022 eine Gruppenausstellung mit dem Titel „printing futures“. Sie präsentierte neben international bekannten Künstlern wie Dayanita Singh, Theseus Chan und Shahidul Alam, auch junge Künstlerinnen, so Sibel Horada, Alper Aydin, Sofia Karim und Maya Mercer. Weiterhin waren Christoph Heubner mit dem Raum „Institute to Remember“ und auch der Regisseur Albert Ostermaier - mit Programm im Literaturhaus Göttingen - vertreten. Göttingens Oberbürgermeisterin Petra Broistedt wertete die Kooperation mit der documenta 2022 als Meilenstein für Göttingen als Kulturstandort. In der Ausstellung stand auch die Entstehung von Büchern im Vordergrund. So gab es Buchprojekte mit Künstler der Ausstellung mit dem Steidl Verlag, dies im Zusammenhang mit der lumbung press.
Zu jeder Ausstellung gibt es ein Begleitprogramm, besonders für Kinder und Jugendliche. Neben Führungen stehen Workshops mit kreativem Handlungsanteil und Schulklassenformate im Vordergrund.
Zwischen den großen Ausstellungen bieten kleinere „Inbetween“-Präsentationen Raum für verdichtete Themen und Positionen sowie Spielraum für experimentelle Formate, so zum Beispiel die erste institutionelle Einzelausstellung des Fotografen Neven Allgeier von Mai bis Juni 2024. Vor der Modell Tier-Ausstellung fand eine Präsentation von 50 Illustrationen von Bernd Pfarr statt, nach der Modell Tier-Ausstellung eine Präsentation von Fotografien von Ruth Harriet Louise. Noch vor der Eröffnung der Roni Horn-Ausstellung fand als erster Testlauf von Dezember 2020 bis Mai 2021 eine Präsentation von überwiegend Druckbögen eines Fotobuch-Projektes von Gilles Peress zum Nord-Irland-Konflikt statt.
Liste der Ausstellungen
- Gilles Peress: Vom Buch an die Wand – What ever you say, say nothing, (in between), 15. Dezember 2020 – 15. Mai 2021[42][43]
- Roni Horn: You are the Weather – Buch – Zeichnungen – Fotografie (Einzelausstellung), 4. Juni – 8. August 2021[44][45]
- Bernd Pfarr: Sondermann, Illustrationen, (in between), 14. August – 12. September 2021[46]
- Modell Tier. Wolf Erlbruch, Roni Horn, Sanna Kannisto, Jo Longhurst, Olivier Richon, Michal Rovner, Thomas Struth, Tomasz Gudzowaty, (Gruppenausstellung), 24. September 2021 – 2. Januar 2022[47]
- Ruth Harriet Louise: Hollywoods erste Fotografin, aus der Sammlung von Daniel Kothenschulte,[48] (in between), 7. Januar – 6. Februar 2022[49][50]
- Aus Südafrika. Santu Mofokeng, William Kentridge, Banele Khoza (Gruppenausstellung), 19. Februar – 1. Mai 2022[51]
- Printing Futures. Dayanita Singh, Shahidul Alam, Sofia Karim, Theseus Chan, Alper Aydin, Sibel Horada, Necmi Sönmez, Christoph Heubner, Maya Mercer und Albert Ostermaier (documenta-Partnerprojekt), 18. Juni – 25. September 2022[52][53]
- The Walls. Anna–Maria Bogner, Daniela Friebel, Frank Neubauer (Gruppenausstellung), 14. Oktober 2022 – 8. Januar 2023[54]
- Timm Rautert: Otl Aicher – Rotis. 14. Oktober 2022 – 8. Januar 2023[55]
- Filmplakate 1953–1974. Zwischen Mainstream und Avantgarde, 21. Januar – 16. April 2023[56]
- Mona Kuhn: Kings Road. A Rudolph Michael Schindler House. 29. April – 4. Juni 2023[57][58]
- Jim Dine: Storm of Memory. 17. Juni – 17. September 2023[59][60][61]
- Victoria Lomasko: Impossible Return. A Chronicle of Thirteen Years. 7. Oktober – 10. Dezember 2023[62]
- Emilija Škarnulytė: Multimedia-Installationen / Skulpturale Objekte. 3. Februar – 21. April 2024[63]
- Neven Allgeier: Two heavens as one. 3. Mai – 30. Juni 2024[64]
- Togetherness. Comics & Graphic Novels. Nino Bulling, Lina Ehrentraut, Tommi Parrish, Marijpol, 20. Juli – 10. November 2024[65][66]
- Juergen Teller: Auschwitz Birkenau. Mit Christoph Heubner (Internationales Auschwitz Komitee), 27. März – 1. Juni 2025

## KuQua (Kunstquartier Göttingen)
Das Kunsthaus ist Teil des Konzeptes KuQua – Kunstquartier Göttingen. 2008 stellten Gerhard Steidl und der damalige Oberbürgermeister Wolfgang Meyer die Idee eines Kunstquartiers mit dem Kunsthaus als Mittelpunkt vor. Das Kunstquartier liegt in der Göttinger Innenstadt zwischen Düsterer Straße, Nikolaikirchhof, Nikolaistraße und Turmstraße. Im Quartier befinden sich mittlerweile mehrere Kunst- und Kulturinstitutionen wie das Literaturhaus mit Literarischem Zentrum und Göttinger Literaturherbst sowie die Galerie Ahlers, der Buchladen Rote Straße und der Steidl Verlag.
Seit 2015 ist als weiterer Ausstellungs- und Veranstaltungsort das von der Universität Göttingen betreute und direkt neben dem Kunsthaus gelegene Günter-Grass-Archiv (Düstere Straße 6) aktiv. Eigentümer Gerhard Steidl erhielt für die von den Braunschweiger Architekten Uwe Kleineberg und Axel Pohl geplante Entkernung und Umnutzung des denkmalgeschützten Fachwerkhauses von 1310 im Jahr 2016 einen Bezirks-„Preis für Denkmalpflege“ der Niedersächsischen Sparkassen-Stiftung.

## Förderkreis Kunsthaus Göttingen e. V.
Das Kunsthaus Göttingen wird seit 2019 ideell und mit Spenden durch einen lockeren Interessentenkreis unterstützt, der sich in der Entstehungsphase des Kunsthauses als „Freundeskreis“ bildete. Entstanden ist daraus ein großer Verteiler, den das Kunsthaus seit der Inbetriebnahme im Sommer 2021 regelmäßig mit Informationen zu den Ausstellungen und Vermittlungsangeboten versorgt.
Im Frühjahr 2023 wurde der „Förderkreis Kunsthaus Göttingen e. V.“ gegründet. Initiiert von Rolf-Georg Köhler (ehemaliger Oberbürgermeister) und Alfons v. Uslar (ehemaliger Gründungsgeschäftsführer des Kunsthauses) verfolgt der Verein insbesondere drei Ziele:
1. die Förderung der Aktivitäten des Kunsthauses,
2. damit einhergehend die Weiterentwicklung des Kunstquartiers und
3. die Stärkung des Netzwerks in die Kulturszene innerhalb der Region.

Die erste Mitgliederversammlung fand im Juni 2023 statt.